# Miss Billy
Miss Billy (no Brasil:  Senhorita Billy) é um romance sentimental lançado em 1911, da escritora estadunidense Eleanor H. Porter. É o primeiro romance de uma trilogia.

## Sinopse
Billy Neilson, uma garota de 18 anos perdeu os pais muito jovem, e vivia com sua Tia Ella, mas após a morte da tia da garota, ela se vê sozinha e desamparada no mundo.
A órfã escreve para um antigo amigo de seu pai, William Henshaw, um viúvo, que mora em Boston. Ela pede a ele que a deixe ir morar com ele.
Em Boston, William Henshaw, um viúvo excêntrico, e que é um colecionador nato, mora com seus dois irmãos solteiros,em Beacon Street. Cirilo, um músico, e Bertram, um pintor. Além disso, vivem na casa também Pete, um velho mórdomo, e Dong Ling, um cozinheiro.
Assim que os irmãos recebem a carta, eles imaginam que Billy é um rapaz, e deixam que ele venha morar com eles.
Dias depois, William vai a estação de trem buscar o órfão, e descobre que era uma garota. William chama sua irmã casada Kate, para tomar conta da órfã.
William leva Billy para casa, e após as apresentações, ela tira um gato cinzento chamado Spunk( Coragem) de sua cesta. Um grande amigo de Bertram, Hugo Carderwell vêm visitar a casa, e conhece a adorável garota.
Três solteiros e uma mulher entrando em suas vidas. Mais tarde, Billy conhece Tia Hannah, uma conhecida dos irmãos Henshaw.
Billy decide passar uma temporada, viajando na Europa, e quando retorna para Boston compra uma casa numa colina. Billy quer estudar canto, então ela começa a ter aulas com Mary,uma professora de música.
Billy pensa que Mary está apaixonada por Bertram, e ela descobre que ela também está apaixonada por Bertram. Depois, Billy descobre que Mary estava apaixonada por Cirilo, não Bertram.
No final, Billy e Bertram se tornam noivos.

## Recepção
Eleanor Porter escreveu 16 romances e 6 coletâneas de contos. Nas suas obras é frequente encontrar pessoas com deficiência, escritores não muito bons, amantes da música e pessoas da aldeia que, apesar de todas as dificuldades, permanecem optimistas. Segundo os críticos, apesar da falta de talento artístico e da superficialidade das tramas, Eleanor Porter criou histórias interessantes. A trilogia  Miss Billy  é considerada por muitos críticos coisa do passado e ultrapassada.